# II Grande Prêmio Automobilístico Getúlio Vargas
O II Grande Prêmio Automobilístico Getúlio Vargas foi uma prova automobilística de longo percurso que aconteceu no ano de 1951 no Brasil (dez anos após o I Grande Prêmio Automobilístico Getúlio Vargas), no mês de novembro, durante a celebração da proclamação da república.
O evento foi organizado pelo Automóvel Club do Brasil e pela Rádio Panamericana, de São Paulo. Foi realizado em 4 etapas, entre os dias 11 e 15 de novembro de 1951. 
O trajeto da prova foi: Partindo de São Paulo, os carros deviam passar por Uberaba, Belo Horizonte e Rio de Janeiro, retornando ao ponto de partida, percorrendo um total de 2.136 km.
Os carros eram do tipo “carretera”, categoria bastante popular entre argentinos, uruguaios e gaúchos, estes últimos favoritos da competição.
Entre os 39 volantes inscritos estavam a elite dos “estradeiros”, com destaque para o paulista Chico Landi.
A largada oficial, no quilômetro 12 da Via Anhanguera, foi dada mediante sorteio, com intervalos de 1 minuto entre cada concorrente. Chico Landi, quebrou logo na primeira etapa, sendo alijado da disputa. Dos 39 inscritos apenas 16 atingiram a meta final. O grande vencedor foi o gaúcho Júlio Andreata, com um carro Ford, no tempo total de 21h 12 min 33 s, média de 100 km/h.